# Blanche DuBuisson
Blanche DuBuisson, née Marie Célina Blanche Fournier, est une chanteuse et comédienne québécoise née à Québec le 1er décembre 1877 et décédée à Montréal dans les années 1950.     

## Biographie
Blanche Fournier épouse Damase Champagne à Montréal le 20 juin 1898 et fait ses débuts professionnels à Québec. Le couple s'installe à Montréal en 1899. Blanche adopte alors le nom de scène de DuBuisson. 
À partir de 1900, elle joue pendant plusieurs années avec son mari, Damase DuBuisson, dans les principaux lieux de théâtres montréalais du début du siècle. Elle interprète aussi régulièrement des airs d'opérette. La chanson Le papillon et l'hirondelle demeure leur plus grand succès et inaugure une carrière qui s'échelonnera sur plus de 40 ans. Pendant plusieurs années, elle tient la vedette au Théâtre national et au théâtre Les Nouveautés, deux établissements en vogue de Montréal, et côtoie Fréjust, Granier, Paul Gury et Nana de Varennes. Suivent des tournées avec Albert Roberval, Albert Duquesne, Paul Coutlée et Elzéar Hamel.
Avec son mari, Blanche DuBuisson entreprend une série de représentations d'opéras-comiques et d'opérettes au Théâtre canadien-français (angle des rues Sainte-Catherine et Saint-André à Montréal) avec une troupe réunissant Jeanne Maubourg, Simone Rivière, Darcy, Armand Robi et Hector Pellerin. Dans ces spectacles, elle interprète toujours des rôles de mère criarde, ce qui lui endommagera irrémédiablement la voix. 
En 1935, Robert Choquette lui confie le rôle de Madame Bouchard dans son radioroman Le Curé de village (1935-1938). Blanche DuBuisson jouera ensuite dans de nombreux autres feuilletons radiophoniques, dont Un homme et son péché (à partir de 1939) et Jeunesse dorée (à partir de 1942).

## Sources
- Le Gramophone virtuel